# 즈그라그 도트파 이하드방 그라그파 라마승
즈그라그 도트파 이하드방 그라그파 라마승은 동아시아의 미술 작품으로, 불교와 연관성이 있으나 제작 국가와 제작 연도는 미상이다.

## 화법
회화 기법이 사용되었다.

## 소장 위치
프랑스에 위치한 기메 국립 아시아 미술관에서 소장 중이다.